# بيبيكولومبو

شارة مهمة بيبي كولومبو إلى المريخ

بيبي كولومبو (بالإنجليزية: BepiColombo)‏ هو مهمة مشتركة بين وكالة الفضاء الأوروبية ومنظمة بحوث الفضاء اليابانية لإرسال مسبار إلى عطارد. ويعود اسم هذه المسبار إلى الإيطالي جوزيف كولومبو.

## المهمة
تنطوي المهمة في الوقت الحالي على ثلاثة عناصر رئيسية:
1. نموذج عبور عطارد وتشرف عليه وكالة الفضاء الأوربية
2. دراسة مدار عطارد وتشرف عليه وكالة الفضاء الأوربية
3. دراسة الحقل المغناطيسي والغلاف المغناطيسي لعطارد، وتشرف عليه منظمة البحوث اليابانية.[3]

و اقلع المسبار في٢٠ أكتوبر ٢٠١٨، وستستغرق المركبة 7 سنوات في رحلة بين الكواكب لتصل إلى عطارد مستخدمة تقنية الخلايا الشمسية ومساعدة الجاذبية من الأرض والقمر والزهرة ليتمكن في النهاية من أن يمسك بجاذبية عطارد.
و سيصل إلى عطارد في سنة ٢٠٢٥. ستتالف مهمة دراسة المدار من أحد عشر جهاز علمي زود بها من قبل العديد من الدول الأوربية بما فيها أجهزة التصوير وجهاز قياس الارتفاع بواسطة الليزر وجهاز التصوير بالأشعة السينية ومقياس تحليل طيفي. وستزود روسيا جهاز أشعة غاما ومقياس تحليل طيفي نيتروني.سستتم محاولة رسم خرائط لكامل الكوكب باستخدام عدة أطوال موجية ومحاولة التأكد من وجود الجليد في المناطق القطبية.

### نموذج عبور عطارد
تتم الدراسة من خلال إفلات المسبار من مدار الأرض والاقتراب من عطارد، لكن لا توجد أي أجهزة علمية مهمة من أجل الدراسة.

### دراسة مدار عطارد
لدراسة مدار عطارد توجد مركبة فضائية وزنها 357 كيلوغرام على شكل موشور بثلاثة جوانب قصيرة، انحراف الأسطح 20 درجة مغطى بخلايا شمسية تزود ب 420 واط عند الحضيض. يوجد مبرد بمساحة 1.5 متر مربع على أحد جوانبه لتأمين التحكم الحراري. يوضع هذا المبرد بشكل بعيد عن أشعة الشمس ومحمي من الاشعة تحت الحمراء بدرع يبلغ 3.4 متر مربع.
إن الخطة الرئيسة لتنفيذ نظام التصوير تتكون من تصوير بزاويا واسعة وزاويا ضيقة للكاميرا ومن ومطياف الأشعة تحت الحمراء، والأشعة فوق البنفسجية وأشعة غاما والتصوير بالأشعة السينية، وقياس الطيف النيوتروني، ومقياس ارتفاع ليزري ومقياس طيفي أيوني وآخر محايد.

### دراسة الغلاف المغناطيسي
يبلغ وزن متتبع الغلاف المغناطيسي 165 كغ وهو على شكل اسطوانة ويدور حول نفسه بسرعة ثابتة تبلغ 16 دورة في الدقيقة. ومحور الدوران عمودي على حط استواء عطارد. توجد في قاعدتي الاسطوانة مبرد مع فتحات تهوية للتحكم الحراري والجوانب مغطاة بخلايا شمسية لتأمن طاقة تصل إلى 185 واط ومحمي ببطانة ضد الحرارة.